# Musulman
« Muslim » et « Musulmans » redirigent ici. Pour les autres significations, voir Muslim (homonymie) et Musulmans (homonymie).
Un musulman (en arabe : مسلم) est une personne qui pratique l'islam sous une de ses formes et qui croit donc en un dieu unique, Allah, et considère le Coran comme un verbatim de ce dernier, révélé au prophète Mahomet par l'intermédiaire de l'archange Gabriel (Jibrîl).
La foi des musulmans repose sur six piliers : la foi en Allah comme Dieu unique, foi en ses anges, foi dans ses livres, foi dans ses prophètes et messagers et foi au Jugement dernier, la foi en le destin (al-qadar), bon ou mauvais. En outre, le musulman se doit de respecter cinq devoirs religieux : la chahada (profession de foi), la salat (cinq prières quotidiennes), le saoum (jeûne du mois de Ramadan), la zakât (aumône légale) et le hajj (pèlerinage à La Mecque).
Le mot « musulman » vient d'un terme arabe signifiant  « celui qui se soumet » à la volonté de Dieu.

## Étymologie
Le terme « musulman » provient soit directement, soit par l'intermédiaire du turc müslüman, du persan musulmān ou muslimān (où le suffixe -ān fait partie de la forme adjectivale ou singulière, et ne marque pas ici un pluriel), lui-même issu de l'arabe muslim, participe actif du verbe aslama qui signifie « se confier, se soumettre, se résigner (à la volonté de Dieu) » et dont le nom d’action est islam. On y retrouve une racine s-l-m également représentée en arabe par salaam et en hébreu par shalom, et commune à la plupart des langues sémitiques — comme l'araméen, le phénicien ou le nabatéen — où elle couvre un ensemble de significations très large « comprenant bien-être matériel, sécurité affective et plénitude spirituelle ». Le mot  « salam » signifie « paix ».

## Définition et usage du terme
Le musulman marque habituellement son intégration dans la pratique de l'islam par le prononcé de la profession de foi musulmane, la chahada : أشهد أن لآ إلَـهَ اِلا الله وأشهد أن محمدا رسول الله /  
Ašhadu an lā ilāha illa-llāh, wa-ašhadu anna Muḥammadan rasūlu-llāh, qui peut se traduire par : « J'atteste qu'il n'y a pas de divinité en dehors de Dieu et que Muḥammad est l'envoyé de Dieu ». 
La chahada, avec la salat (prière quotidienne), le saoum (jeûne du mois de Ramadan), la zakât (aumône légale) et le hajj (pèlerinage à La Mecque), font partie des cinq devoirs religieux, cinq « piliers du culte » (arkān al-'ibada), que les musulmans sont tenus de respecter. En outre, et même s'il n'existe pas de texte unique de la profession de foi musulmane dans le Coran, les musulmans s'appuient sur des « piliers de foi » (arkān al-imān) généralement au nombre de cinq : la foi en Allah comme Dieu unique, la foi en ses anges, la foi dans ses livres révélés, la foi dans ses prophètes et messagers ainsi que la foi au Jugement dernier.
Cependant, au-delà de ce trait commun, la diversité des formes que connaît l'islam dans le monde fait obstacle, même sur le plan strictement religieux, à une définition unique du musulman.

« Nous ne t’avons envoyé que comme Miséricorde pour l’humanité »

— (Sourate 21, Verset 107)

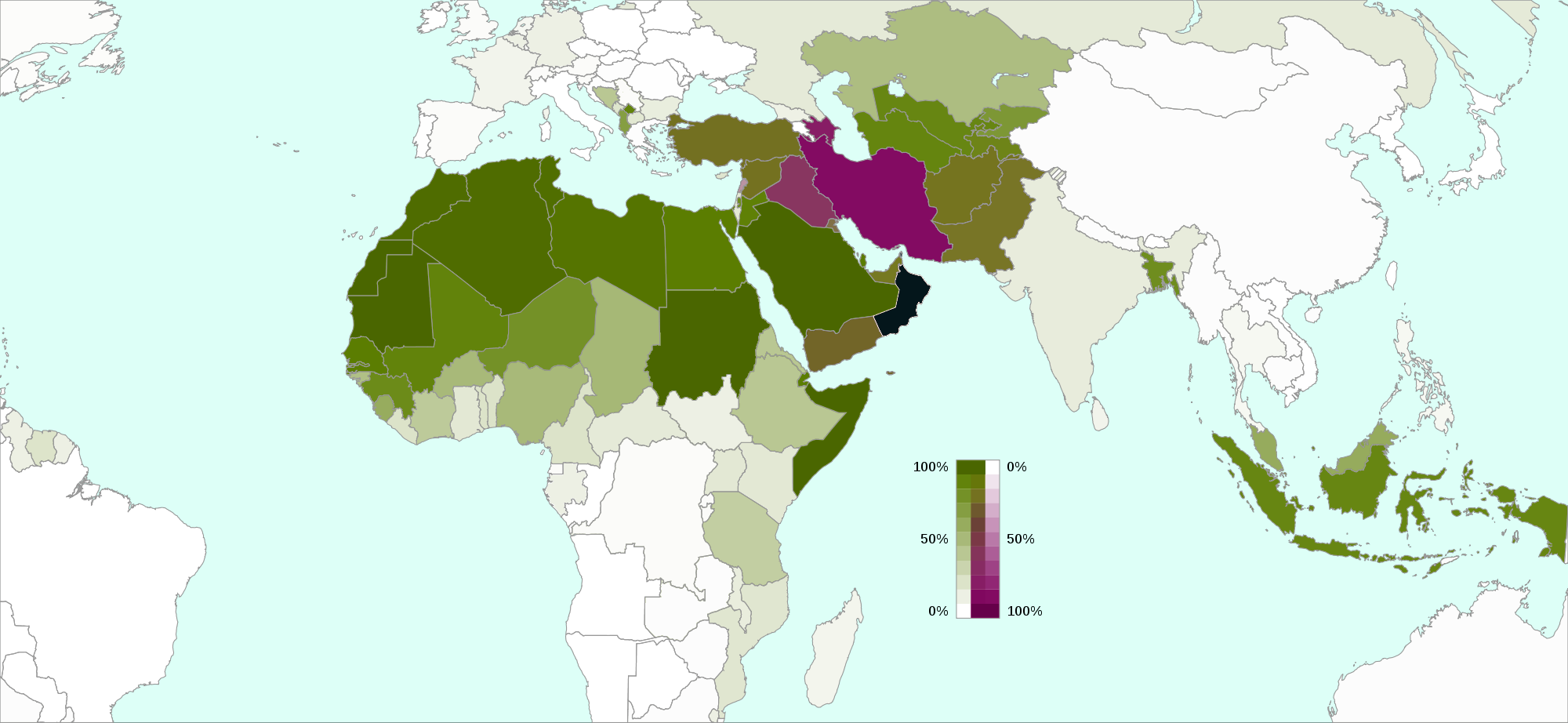
Pourcentage de musulmans par pays : en vert les sunnites, en violet les chiites et en noir les ibadites

L'universalité du message de l'islam ne permet pas de définir un musulman selon sa nationalité, ni son appartenance ethnique ou culturel. Mais plutôt selon sa croyance et son suivi du Messager d'Allah.
Il arrive aussi que le terme soit utilisé en un sens plus large, pour renvoyer par exemple à une « origine musulmane » ou à une « culture musulmane » ; en France notamment, il est possible de rencontrer, illustrant cette acception étendue, des individus qui se définissent ou sont définis en même temps comme musulmans et athées, ce qui est impossible selon le dogme. La sociologue Marie-Claire Willems impute aux pesanteurs de l'histoire et de la société françaises le fait que dans ce pays, « le mot « musulman » ne peut et n’a jamais pu décrire l’unique pratique d’un monothéisme ».

## Situation juridique
Le terme peut aussi correspondre, dans certains pays et à certaines époques, à une catégorie juridique particulière. Ainsi, la constitution de la Yougoslavie, depuis un amendement de 1971, reconnaissait les Musulmans — c'est-à-dire les Slaves de tradition musulmane — comme l'une des nationalités constitutives du pays.
Dans l'Algérie coloniale, le statut d'« indigène musulman » entraînait l'application d'un système juridique différent du droit commun, en particulier en matière civile (mariage, succession…). Dans les faits, ce statut avait un caractère ethnique et politique, et non pas simplement religieux et civil : ainsi, un « indigène » converti au catholicisme mais non « naturalisé » (c'est-à-dire n'ayant pas acquis la citoyenneté française) restait considéré juridiquement comme un « indigène musulman ». Confirmant en 1903 ces dispositions, la cour d'appel d'Alger a été amenée à expliquer que le terme de musulman « n’a pas un sens purement confessionnel, mais qu’il désigne au contraire l’ensemble des individus d’origine musulmane qui, n’ayant point été admis au droit de cité, ont nécessairement conservé leur statut personnel musulman, sans qu’il y ait lieu de distinguer s’ils appartiennent ou non au culte mahométan »,,.
Dans les pays où l'islam est religion d'État, l'application de textes comme la Déclaration des droits de l'homme en islam ou la Charte arabe des droits de l'homme, qui tendent à ce que la loi ne s'inspire que de la seule charia, peut conduire à imposer certaines prescriptions de l'islam y compris aux non-musulmans. Par exemple, dans certains de ces pays, il est interdit sous peine de prison, même aux non-musulmans, de manger ou de boire en public pendant le jeûne du ramadan,,.
Le musulman peut lui-même être confronté à des incohérences entre les lois humaines et divines. Selon l'essayiste Waleed Al-Husseini, « l’islam refuse par définition la suprématie des lois humaines par rapport aux lois divines ». Cependant, des publications islamiques mettent l'accent sur l'obligation pour le musulman de se soumettre à la fois à la loi du pays dont il est citoyen et où il réside, et à sa propre religion,,.

## Répartition géographique
Selon le Pew Forum, en 2009, plus de 60 % des musulmans vivent en Asie et environ 20 % vivent au Moyen-Orient et en Afrique du Nord. Également, approximativement 300 millions de musulmans (sur un total d'environ 1,4 milliard) sont localisés dans des pays où l'islam n'est pas la religion majoritaire.
En 2021, les trois pays qui comptent le plus de musulmans sont l'Indonésie (231 000 000), le Pakistan (212 000 000) et l'Inde (200 000 000).